# Myrtle Cook
Myrtle Alice Cook (Toronto, 5 januari 1902 - Elora, 18 maart 1985) was een Canadese atlete, die zich had toegelegd op de sprint. Zij nam eenmaal deel aan de Olympische Spelen en veroverde bij die gelegenheid een gouden medaille.

## Loopbaan
Cook werd geselecteerd voor de Canadese ploeg voor de Olympische Spelen in Amsterdam. Dit waren de eerste Spelen waarbij vrouwen mochten deelnemen aan atletiek. Cook werd op de 100 m in de finale gediskwalificeerd. Op de 4 × 100 m estafette won Cook samen met haar ploeggenotes de gouden medaille.

## Titels
- Olympisch kampioene 4 × 100 m estafette - 1928

## Persoonlijk record
| Onderdeel | Prestatie | Datum       | Plaats  |
| --------- | --------- | ----------- | ------- |
| 100 m     | 12,0      | 2 juli 1928 | Halifax |

## Belangrijkste prestaties

### 100 m
| Jaar | Wedstrijd | Plaats | tijd |
| ---- | --------- | ------ | ---- |
| 1928 | OS        | Finale | DQ   |

### 4 × 100 m
| Jaar | Wedstrijd | Plaats | tijd    |
| ---- | --------- | ------ | ------- |
| 1928 | OS        | Goud   | 48,4 WR |

1928: Rosenfeld, Smith, Bell, Cook ·
1932: Carew, Furtsch, Rogers, Von Bremen ·
1936: Bland, Rogers, Robinson, Stephens ·
1948: Stad-de Jong, Witziers-Timmer, van der Kade-Koudijs, Blankers-Koen ·
1952: Faggs, Jones, Moreau, Hardy ·
1956: Strickland, Croker, Mellor, Cuthbert ·
1960: Hudson, Williams, Jones, Rudolph ·
1964: Ciepły, Kirszenstein, Górecka, Kłobukowska ·
1968: Ferrell, Bailes, Netter, Tyus ·
1972: Krause, Mickler-Becker, Richter, Rosendahl ·
1976: Oelsner, Stecher, Bodendorf, Eckert ·
1980: Müller, Wöckel, Auerswald, Göhr ·
1984: Brown, Bolden, Cheeseborough, Ashford ·
1988: Brown, Echols, Griffith-Joyner, Ashford ·
1992: Ashford, Jones, Guidry, Torrence ·
1996: Devers, Miller, Gaines, Torrence ·
2000: Fynes, Sturrup, Davis, Ferguson ·
2004: Lawrence, Simpson, Bailey, Campbell ·
2008: Borlée, Mariën, Ouédraogo, Gevaert ·
2012: Madison, Felix, Knight, Jeter ·
2016: Madison, Felix, Gardner, Bowie ·
2020: Williams, Thompson-Herah, Fraser-Pryce, Jackson ·
2024: Jefferson, Terry, Thomas, Richardson
- World Athletics: 14562613
- Virtual International Authority File: 46144648346520957596
- WorldCat: E39PBJktwjY4rHt9PmwCPprcyd